# Hukovice
Hukovice (německy Hausdorf) jsou vesnice, která je součástí obce Bartošovice. Nachází se v okrese Nový Jičín v Moravskoslezském kraji. Nad obcí prochází cyklotrasa s názvem Okruh Kravařsko vedoucí z Jistebníku, přes Velké Albrechtice, Bílovec, Lukavec, Jerlochovice, Odry, Hynčice, Hrabětice, Polouvsí, Bernartice nad Odrou, Šenov u Nového Jičína, Kunín, Bartošovice, Sedlnice, Skotnice, Kateřinice, Trnávku a přes Starou Ves nad Ondřejnicí zpět do Jistebníku. V katastru obce se nachází pozůstatek bývalé protiletadlové raketové základny, který je dodnes obehnaný, již zneškodněným, vysokonapěťovým plotem a betonovými zdmi. V těchto prostorách dnes nalezneme restauraci, obecní požární stanici a sídla dalších služeb. V současné době jsou Hukovice součástí obce Bartošovice.

## Název
Základem názvu vesnice bylo osobní jméno Huko převzaté z německého Hugo. Nejstarší (písemně nedoložený) tvar Hukovici byl pojmenováním obyvatel vsi ("Hukovi lidé"). Německé jméno vesnice vzniklo z českého.

## Historie
V roce 1411 Lacek z Kravař pustil Hukovicím odúmrť. Toto je první zmínka o obci. Hukovice byly založeny pravděpodobně v období 1255–1290 na majetku olomouckého biskupství jako lenní statek a to jistým lokátorem Hugem podle původního názvu Hugosdorf. Původně byly českou vesnicí a asi od poloviny 15. století se poněmčili. V předhusitské době bylo štramberské panství a s ním i Hukovice zeměpanským zbožím a manstvím. Když majetek získal Jan z Riesenburka zvaný Sekeř či Všekec, který nabývá postupně vsi Dub, Poloúvsí s tvrzí a Hukovice, dostává se roku 1460 do soudního sporu s majitelem štramberského zboží Bočkem Puklici z Pozořic. Zdá se, že až okolo roku 1460 byly Hukovice odloučeny od štramberského dominia. Téhož roku pohání Jan z Riesenburka u zemského práva v Olomouci Bočka Puklici za škody (…udělal mu výboj, pobral ve vsi Hukovicích, kteréž je on (Jan) v držení, a to mu učinil v mírné zemi), které mu v jeho vsi provedl. V trůním sále v Kroměříži, kde se každoročně konaly manské a lenní soudy, byly v roce 1550 přisouzeny Hukovice jako biskupské léno za Žatčany. Hukovice měly původně české obyvatelstvo, které se živilo zemědělstvím. Řemeslníci, kteří se v obci nemohli uživit, odcházeli za prací až do Uher. Německý ráz začíná převládat po roce 1624, kdy vesnice utrpěla morem. Karel Czeike Hukovice spojil s fulneckým panstvím. V minulosti zde vedla volská cesta k osadě Lapač, k zámečku jihovýchodně od Hukovic (ten zanikl v průběhu 30leté války).

## Obec po roce 1848
Obec od roku 1850 při soudním okrese Fulnek a od 1868 až 1960 k soudnímu okresu Nový Jičín. Od roku 1850 politický okr. Nový Jičín, 1855–1868 politický okr. Fulnek a od 1868–1960 politický okr. Nový Jičín. Hukovice byly od 1. ledna 1976 připojeny k sousedním Bartošovicím a dodnes tvoří jejich místní část. V 90. letech 20. století bylo započato s výstavbou vodovodu. V roce 1992 byly dokončeny rozvody vodovodu v hodnotě 3.170.000 Kč. V roce 1993 byla dokončena přípojka vody na hřbitov, natřena okna v kulturním domě. Po mnoha letech dislokace v prostorách obce byl v roce 1995 přestěhován vojenský raketový útvar do Frýdku-Místku. Celkově se dá říct, že to obec Bartošovice a Hukovice ochudilo a vznikly další nevyužívané prostory. Objekt, přestože je hlídán, stává se místem, které chátrá, snižuje se jeho hodnota a geometrickou řadou rostou finanční náklady na jeho adaptaci. V letech 1960–2002 okres Nový Jičín a od 1. ledna 2003 v novojičínském obvodu s rozšířenou působností v kraji Moravskoslezském.

## Obyvatelstvo
| Rok            | 1869 | 1880 | 1890 | 1900 | 1910 | 1921 | 1930 | 1950 | 1961 | 1970 | 1980 | 1991 | 2001 | 2011 | 2021 |
| -------------- | ---- | ---- | ---- | ---- | ---- | ---- | ---- | ---- | ---- | ---- | ---- | ---- | ---- | ---- | ---- |
| Počet obyvatel | 526  | 569  | 567  | 632  | 605  | 562  | 514  | 420  | 410  | 404  | 364  | 316  | 348  | 355  | 348  |
| Počet domů     | 96   | 98   | 96   | 96   | 98   | 98   | 108  | 110  | 87   | 85   | 80   | 94   | 105  | 109  | 117  |

## Církev
Hukovice byly farní osadou již okolo roku 1450. V roce 1508 žádal majitel panství konzistoř v Olomouci o faráře. Dovolával se výpovědi starých lidí, že v obci fara stávala (fara se k roku 1509 uvádí jako pustá, patřil k ní jeden lán a malý rybník). Jeho žádosti nebylo vyhověno. Hukovice byly po zaniknutí fary na konci 15. století (asi 1469) přifařeny k Bartošovicím. Na počátku 16. století měla ves filiální kostel a byla přifařena do Bartošovic a po dobu reformace do Manské Sedlnice. Většina obyvatel se hlásila k protestantské víře počátkem 17. století. Proto biskupská kancelář 8.12.1617 nařídila obyvatelům Hukovic, že kdo se do 6 neděl a tří dnů nepřihlásí zpátky ke katolické víře, ten se bude muset z obce vystěhovat. Po roce 1624 se lid opět vrátil k víře katolické. Samostatnou faru získaly Hukovice až v roce 1911 z podnětu Jana Evangelisty Lva Skrbenského z Hříště. Prvním farářem byl dosavadní bartošovický farář Cyril Soušek.

## Školství
Hukovice byly přiškoleny do Bartošovic. Obecná škola – 1509 se uvádí jako pustá, takže existovala daleko dříve Německá obecná škola – 1789 postavena školní budova pro německou jednotřídku.
- 1848 zmínka
- 1898 a 1900 zmínka – dvoutřídka
- od 1976 je obec přiškolena do Bartošovic

V současnosti zde nefunguje žádná škola.

## Válečné události
V roce 1805 po bitvě u Slavkova bylo přikázáno umístit v obci raněné vojáky. Ve šlechtickém sídle nebylo pro raněné dostatek místa, byli umístěni také v selských domech. Ve vesnici se od nakažených vojáků rozšířila epidemie tyfu. Uvádí se, že v Hukovicích následkem epidemie nezůstal muž ve věku nad 40 let.
Druhá světová válka: Byla to nejvíce poškozená obec z tehdejšího okresu Nový Jičín. Při osvobozovacích bojích 28. 4. – 5. 5. 1945 padlo 49 rudoarmějců. Během druhé světové války padlo 23 a pohřešováno bylo 8 vojáků (občanů německé národnosti). Hukovice byly osvobozeny z okupace dne 7.5.1945 (v jiných zdrojích se uvádí také datum 5. i 6. 5. 1945) v ranních hodinách; v obci byl sváděn urputný boj o každý dům.

## Pohromy
- 1624 mor
- 1812 dne 22.6. postihlo obec velké krupobití
- 1805–1806 Od Vánoc roku 1805 až do Velikonoc 1806 postihl obci tyfus, jemuž padlo za oběť 53 lidských životů. Uvádí se, že v Hukovicích následkem této epidemie nezůstal muž ve věku nad 40 let.
- 1834 krupobití
- 1866 krupobití
- 1875 krupobití
- 1896 v červnu krupobití
- 1997 povodeň

## Ekonomika obce
Byl zde významný chov skotu a ovocnářství.
Velkostatek Hukovice byl roku 1848 u Velkostatku Fulnek, potom náležel rodu von Badenfeld a Skrbenským. Od roku 1877 byl majitelem Richard Heissig (Ottova enc. uvádí Heisig). Alodní statek měl 109,3 ha, náležel k němu zámeček, dvůr a lihovar. Nepodléhal 1. pozemkové reformě, jenom lihovar byl roku 1872 združstevněn (zmínky 1935 a 1948). V obci byl pivovar, palírna kořalky a dva větrné mlýny. K roku 1921 je zmiňován dvůr a lihovar. Hostince. Podle statistického výkazu živností z roku 1875 jsou v obci uvedeny 4 hostince v provozu. Stolařství čp. 121 – V seznamu zkonfiskovaných drobných živností z roku 1948 se uvádí na čp. 121 stolařství a majitel Robert Kloss. Poštovní a telegrafní úřad byl zaveden v roce 1895. Četnická stanice byla v Kuníně. Rybnikářství: Ve vesnici je také rybníček, ještě památka na rodinu Tetzlernových. Rodina byla velmi pobožná, zachovávala přísně postní dny. V rybníku byl proto stálý chov ryb.
Roku 1951 vzniklo JZD, které se roku 1968 přičlenilo ke Školnímu zemědělskému statku Nový Jičín, VŠV Brno, podobně jako i Bartošovice.

## Spolky
1887 (1888?) - založen hasičský spolek
1895 – založen Podporovací spolek
1896 – založena Raiffeisen
1912 – založena Organizace německých rolníků
1912 - založen zemědělský spolek
1919 – založen Kulturní spolek
1919 – založen soc.dem.dělnický spolek
1924 - založen Deutscher Kulturverband

## Rodáci
Jan Evangelista Lev Skrbenský z Hříště 1863–1938 Kardinál svaté církve římské, kněz titulu sv.Štěpána na Celiu, doktor bohosloví, velkokřížovník řádu sv.Štěpána, papežský legát pro Čechy, primas království českého(pražský a zároveň olomoucký arcibiskup), tajný rada, byl to poslední šlechtický arcibiskup

## Archeologické nálezy na katastru obce
Byly zde učiněny nálezy z mladší doby kamenné – neolitu, dále nálezy řeckých nebo římských mincí, či importů. Byly zde ojedinělé nálezy sekyr.
- V roce 1879 byly na poli na severní straně Burgbergu vyorány dvě římské mince: Crispus (317–320 n. l.) a Valentinianus (364–375 n. l.).
- V roce 1903 nalezl P.O.Slavičíek u samoty Lapač stříbrný denár císaře Hadriana (117–138 n. l.).
- V roce 1959 při opravě domu bylo nalezeno 511 kusů mincí – dvacetníků z doby vlády Marie Terezie, Josefa II (1740–1790) a Františka II.(1792–1835) z různých mincoven Rakouského soustátí.

## Pečeť, znak, prapor
Na obecní pečeti z 1. pol. 18. století (1749) byly ve štítě zobrazeny vedle sebe zřejmě radlice a krojidlo (na pečeti byla vyobrazena vpravo radlice a vlevo nad ní půl anděla).

## Pamětihodnosti
- Kostel Navštívení Panny Marie z roku 1765
- Bývalý zámek čp. 1
- Kaple sv. Jana Nepomuckého z roku 1745
- Přírodní rezervace Bartošovický luh